# 島本和明
島本和明（しまもと かずあき、1946年10月7日-　）は、日本の医学者・医師。札幌医科大学名誉教授。日本医療大学総長。特定非営利活動法人日本高血圧協会理事長。日本高血圧学会元理事長。専門は、内科学全般、循環器、高血圧、腎臓、内分泌、糖尿病などを研究。
父は日本社会党衆議院議員、仁木町長を務めた島本虎三。

## 来歴
北海道小樽市出身。1965年、北海道小樽桜陽高等学校卒業。1971年、札幌医科大学医学部卒業。1972年、札幌医科大学第二内科入局。1973年、東京大学医学部第三内科研究生。1978年、医学博士（札幌医科大学）。1980年、札幌医科大学第二内科専任講師。1984年、札幌医科大学第二内科助教授。1996年、札幌医科大学第二内科教授。2004年、札幌医科大学附属病院長。2010年、札幌医科大学理事長・学長に就任。2016年、札幌医科大学退官。札幌医科大学名誉教授、北洋銀行取締役。日本医療大学総長に就任。

## 受賞歴
- 1984年　日本心臓財団研究奨励賞
- 1990年　かなえ賞
- 1995年　北海道医師会賞
- 2009年　日本心血管内分泌代謝学会高峰譲吉賞
- 2010年　北海道科学技術賞
- 2022年　瑞宝中綬章[2][3]

## 主著
- 『血圧をみる・考える』南江堂 2000.4
- 『浮腫』北畠顕共編　医薬ジャーナル社 2002.11
- 『虚血性心疾患のリスクファクターと予防戦略　循環器New Trendsシリーズ5』メジカルビュー社 2003.2
- 『インスリン抵抗性と生活習慣病 : 高血圧・糖尿病・高脂血症・肥満』診断と治療社 2003.4
- 『腎機能障害患者の循環器病マネジメント』医学書院 2003.12
- 『高血圧　新目でみる循環器病シリーズ8』メジカルビュー社 2006.3
- 『メタボリックシンドロームと生活習慣病 : 内臓肥満とインスリン抵抗性』診断と治療社 2007.10
- 『メタボ時代の心血管疾患予防と管理 : メタボリックシンドロームの疫学・予防対策』診断と治療社 2013.11 メタボリックシンドロームシリーズ
- 『ガイドラインから読み解く高血圧診療のclinical conference17講』医薬ジャーナル社 2015.6